# Mechistocerus
Mechistocerus är ett släkte av skalbaggar. Mechistocerus ingår i familjen vivlar.

## Dottertaxa tillMechistocerus, i alfabetisk ordning[1]
- Mechistocerus abruptus
- Mechistocerus adumbratus
- Mechistocerus affinis
- Mechistocerus albocinctus
- Mechistocerus albohumeralis
- Mechistocerus aloes
- Mechistocerus angustus
- Mechistocerus apicalis
- Mechistocerus assimilans
- Mechistocerus atomosparsus
- Mechistocerus atronitidus
- Mechistocerus bardus
- Mechistocerus basalis
- Mechistocerus bicinctipes
- Mechistocerus binigranatus
- Mechistocerus bistigma
- Mechistocerus bivittipennis
- Mechistocerus brevicornis
- Mechistocerus brevipes
- Mechistocerus breviusculus
- Mechistocerus caliginosus
- Mechistocerus camerunensis
- Mechistocerus cancellatus
- Mechistocerus carbo
- Mechistocerus compositus
- Mechistocerus compressipes
- Mechistocerus concretus
- Mechistocerus congoanus
- Mechistocerus corticeus
- Mechistocerus cribripennis
- Mechistocerus cristatus
- Mechistocerus cuneatus
- Mechistocerus curticornis
- Mechistocerus cylindricus
- Mechistocerus decisus
- Mechistocerus declaratus
- Mechistocerus decorsei
- Mechistocerus denticulatus
- Mechistocerus dentivarius
- Mechistocerus dispar
- Mechistocerus duplicatus
- Mechistocerus effusus
- Mechistocerus egeus
- Mechistocerus ellipticus
- Mechistocerus elongatulus
- Mechistocerus encaustus
- Mechistocerus fairmairei
- Mechistocerus fallax
- Mechistocerus fasciatus
- Mechistocerus fauveli
- Mechistocerus fimbritarsis
- Mechistocerus fluctiger
- Mechistocerus forticornis
- Mechistocerus foveifrons
- Mechistocerus fumosus
- Mechistocerus geniculis-albis
- Mechistocerus granibasis
- Mechistocerus hildebrandti
- Mechistocerus impressus
- Mechistocerus indignus
- Mechistocerus ingenuus
- Mechistocerus interocularis
- Mechistocerus interstitialis
- Mechistocerus intutus
- Mechistocerus languidus
- Mechistocerus latiusculus
- Mechistocerus leai
- Mechistocerus lemniscatus
- Mechistocerus ludificator
- Mechistocerus maculibasis
- Mechistocerus maculicrus
- Mechistocerus maculipennis
- Mechistocerus maculipes
- Mechistocerus maculosus
- Mechistocerus magdidens
- Mechistocerus marmoreus
- Mechistocerus mastersi
- Mechistocerus metasternalis
- Mechistocerus mimicus
- Mechistocerus minor
- Mechistocerus modestus
- Mechistocerus moerens
- Mechistocerus mollis
- Mechistocerus montanus
- Mechistocerus multimaculatus
- Mechistocerus nigromaculatus
- Mechistocerus nigropunctatus
- Mechistocerus nigrostriatus
- Mechistocerus nipponicus
- Mechistocerus noctivagus
- Mechistocerus nubeculosus
- Mechistocerus ocellolineatus
- Mechistocerus offensus
- Mechistocerus orientalis
- Mechistocerus parvicollis
- Mechistocerus pascoei
- Mechistocerus patruelis
- Mechistocerus paucepunctatus
- Mechistocerus petax
- Mechistocerus petulans
- Mechistocerus pictithorax
- Mechistocerus planidorsis
- Mechistocerus posticus
- Mechistocerus punctipennis
- Mechistocerus punctiventris
- Mechistocerus quedenfeldti
- Mechistocerus raucus
- Mechistocerus ricini
- Mechistocerus robustirostris
- Mechistocerus ruralis
- Mechistocerus sculptus
- Mechistocerus serenus
- Mechistocerus setiger
- Mechistocerus setiventris
- Mechistocerus setosipes
- Mechistocerus signatus
- Mechistocerus similis
- Mechistocerus simplex
- Mechistocerus singularis
- Mechistocerus socius
- Mechistocerus sollicitus
- Mechistocerus sordidus
- Mechistocerus squamipennis
- Mechistocerus subcylindricus
- Mechistocerus subglobicollis
- Mechistocerus tenuipes
- Mechistocerus tenuirostris
- Mechistocerus terrulentus
- Mechistocerus thaiwanus
- Mechistocerus tibialis
- Mechistocerus transversofasciatus
- Mechistocerus trapezithorax
- Mechistocerus trisinuatus
- Mechistocerus uniformis
- Mechistocerus ursus
- Mechistocerus vagus
- Mechistocerus vulneratus
- Mechistocerus zigzac